# Jan Sten
Jan Sten właśc. Ludwik Bruner (ur. 15 kwietnia 1871 w Warszawie, zm. 5 grudnia 1913) – polski chemik, krytyk literacki, poeta, nowelista i tłumacz.

## Życiorys
Urodził się w żydowskiej rodzinie, jako szóste i ostatnie dziecko Edwarda Dawida Brunnera (1812–1893), lekarza w Koninie i Warszawie oraz Anny Libas.
Absolwent Wydziału Przyrodniczego Uniwersytetu Warszawskiego, później studiował w Lipsku, Paryżu i Dorpacie. Doktoryzował się w roku 1898 w Uniwersytecie Jagiellońskim. Habilitował się z chemii fizycznej pierwszy raz w roku 1901 w Szkole Politechnicznej we Lwowie, drugi raz w roku 1904 w Uniwersytecie Jagiellońskim w oparciu o rozprawę „Pojęcia i teorie chemii”. Profesorem nadzwyczajnym został Bruner mianowany w roku 1907, pozostając w dalszym ciągu na stanowisku asystenta. W roku 1911 nastąpiła reorganizacja II Zakładu Chemicznego UJ i utworzenie samodzielnego laboratorium chemii fizycznej w pomieszczeniach przy ul. Grodzkiej 53 nazywanego także Zakładem Chemii Fizycznej, którego kierownikiem został prof. Bruner. Ceniony dydaktyk. 
Wraz ze Stanisławem Tołłoczką był autorem podręczników chemii nieorganicznej i organicznej. 
Poza publikacjami naukowymi pisał pod pseudonimem literackim Jan Sten. Swoje recenzje teatralne i literackie publikował w „Krytyce”. Od roku 1896 był redaktorem tej gazety. Był jednym z polskich przedstawicieli „krytyki impresjonistycznej”. Tłumaczył powieści Anatole’a France’a – jego przekłady wydawane są do dziś.
Jego żoną była Stella Maria, z którą miał dwie córki: Wandę (1902–1919) i Jadwigę (ur. 1910)
Pochowany został na cmentarzu Rakowickim w Krakowie, w kwaterze IX.

## Publikacje
- Młoda Polska 1899–1901 (cykl artykułów)
- 1897 – Adam Asnyk. Sylwetka literacka
- 1899 – Poezje
  - cykl Warszawa
  - cykl Młode lata
  - cykl Krajobrazy
  - dramat Trzy dusze
- 1900 – Jeden miesiąc życia
- 1902 – Dusze współczesne. Wrażenia literackie
- 1903 – Pisarze Polscy
- 1909 – O Wyspiańskim i inne szkice krytyczne

## Literatura dodatkowa
- Tadeusz Estreicher: Bruner Ludwik. W: Polski Słownik Biograficzny. T. 3: Brożek Jan – Chwalczewski Franciszek. Kraków: Polska Akademia Umiejętności – Skład Główny w Księgarniach Gebethnera i Wolffa, 1937, s. 21–22. Reprint: Zakład Narodowy im. Ossolińskich, Kraków 1989, ISBN 83-04-03291-0